# Niederschlesien

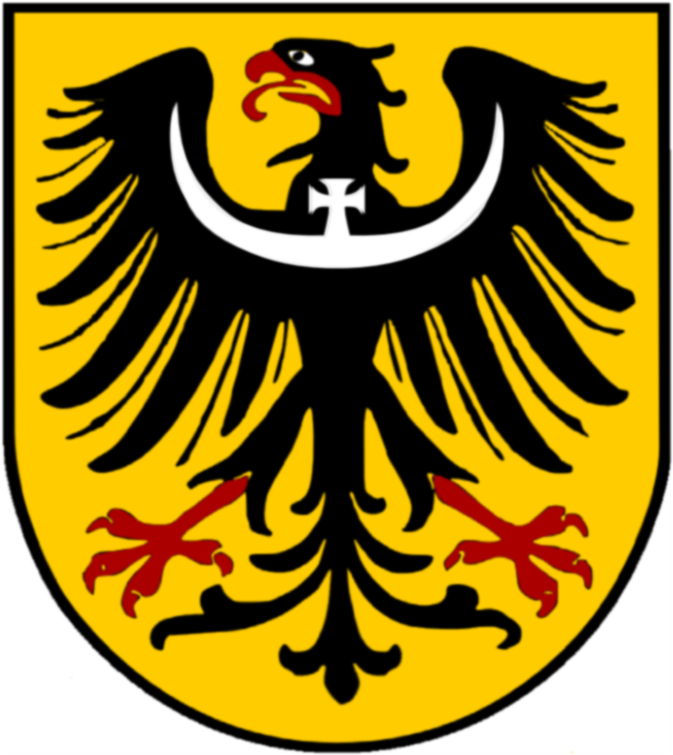
Wappen Niederschlesiens

Wappen Niederschlesiens
(19. Jahrhundert)

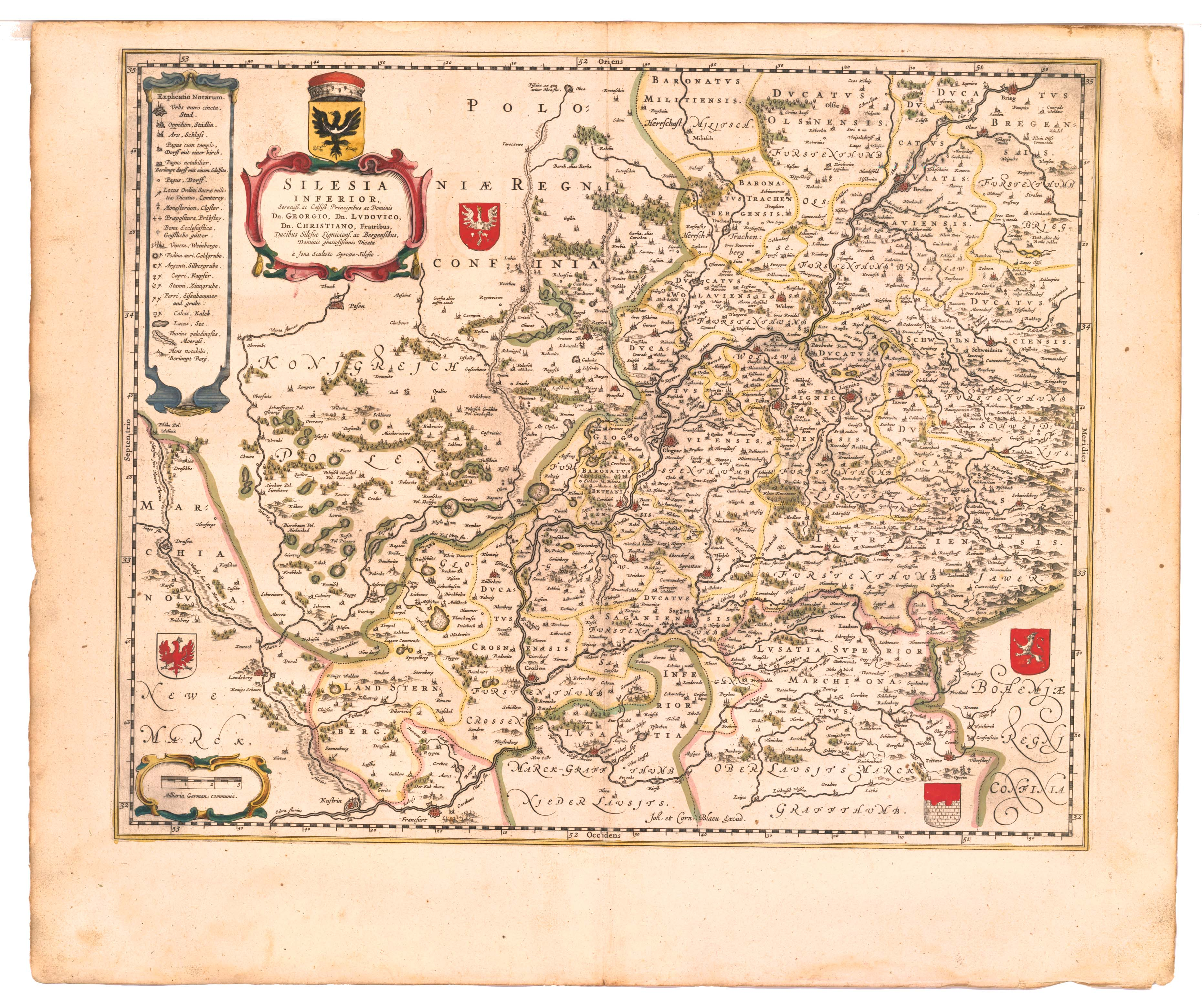
Karte von Niederschlesien von Jonas Scultetus (1645)

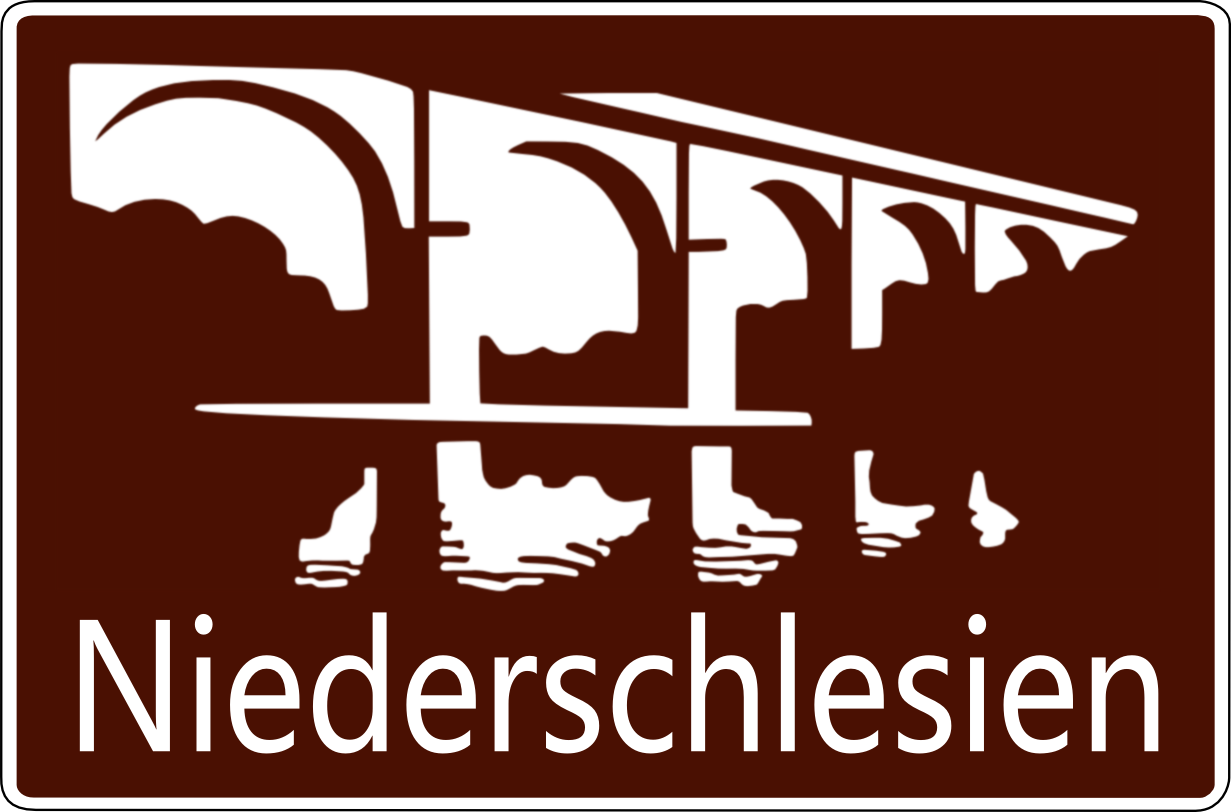
Unterrichtungstafel „Niederschlesien“ an der A 4

Niederschlesien (schlesisch: Niederschläsing; polnisch: Dolny Śląsk) ist der nordwestliche Teil der historischen Landschaft Schlesien. Es erstreckt sich um den Mittellauf der Oder. Heute gehört Niederschlesien hauptsächlich zur Woiwodschaft Niederschlesien, kleine Teile gehören zu Woiwodschaften Lebus, Oppeln und Großpolen. Es entwickelt sich wirtschaftlich positiv, besonders erfolgreich ist Breslau. Die Stadt und ihre Umgebung zählen zu den beliebtesten Investitionsstandorten Polens. Ein kleiner Teil im Westen der früheren preußischen Provinz Niederschlesien gehört zu Deutschland (Freistaat Sachsen).

## Geschichte
Ab der Mitte des 14. Jahrhunderts bis 1742 war es ein Nebenland der Krone Böhmen. Nach dem Übergang an Preußen 1742 gehörte es ab 1815 zur Provinz Schlesien, die 1919 geteilt wurde, sowie zur Provinz Brandenburg. Danach gehörte es überwiegend zu den preußischen Provinzen Niederschlesien und Brandenburg, mit Ausnahme eines kleinen Gebietes um Namysłów (Reichthaler Ländchen), das an Polen fiel. Gegen Ende des Zweiten Weltkriegs wurde das ganze Niederschlesien zusammen mit dem größten Teil Oberschlesiens im Februar 1945 von der Roten Armee besetzt und kurz darauf überwiegend unter polnische Verwaltung gestellt. Soweit die deutschsprachigen bzw. deutschstämmigen Bewohner nicht aus den Städten und Dörfern geflohen waren, wurden sie in der Folgezeit vertrieben. Die neu angesiedelten Bewohner waren teilweise Zwangsumgesiedelte aus Ostpolen, das an die Sowjetunion gefallen war. Im deutsch-polnischen Grenzvertrag von 1990 wurde die Oder-Neiße-Grenze endgültig bestätigt. Bei der Neugliederung der Woiwodschaften 1999 wurden die historischen Grenzen Niederschlesiens teilweise wieder berücksichtigt.

## Bedeutende Städte

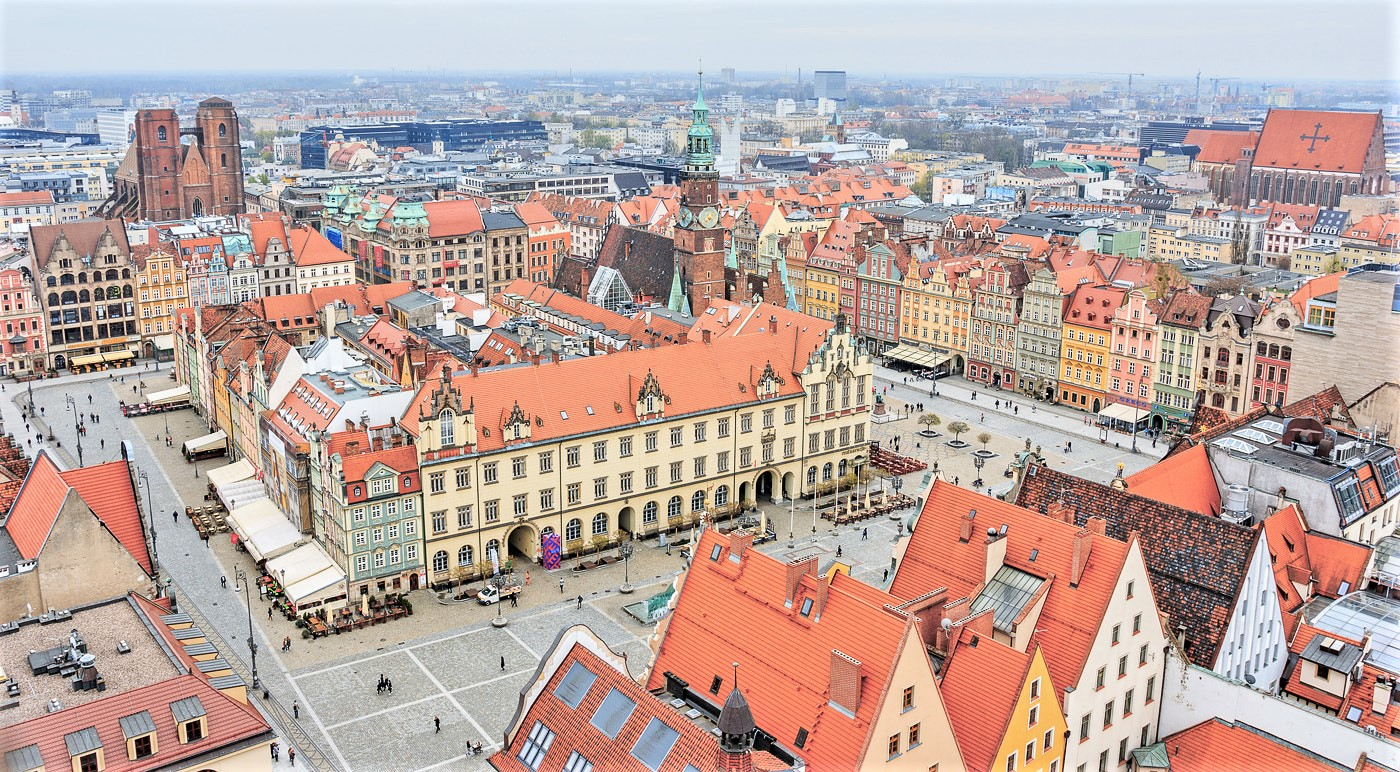
Breslau

| Deutscher Name              | Polnischer Name   | Schlesischer Name      | Einwohner (2012) |
| --------------------------- | ----------------- | ---------------------- | ---------------- |
| Bernstadt an der Weide      | Bierutów          | Bernstadt              | 4.809            |
| Beuthen an der Oder         | Bytom Odrzański   | Beuthn on derr Auder   | 4.437            |
| Bolkenhain                  | Bolków            | Bolkenhain             | 4.913            |
| Breslau                     | Wrocław           | Brassel/Gruß Brassel   | 631.377          |
| Brieg                       | Brzeg             | Brigg                  | 35.226           |
| Bunzlau                     | Bolesławiec       | Bunzel                 | 39.992           |
| Crossen an der Oder         | Krosno Odrzańskie | Crossen                | 11.155           |
| Frankenstein                | Ząbkowice Śląskie | Franksteen             | 15.904           |
| Freiburg in Schlesien       | Świebodzice       | Freiburg               | 22.642           |
| Freystadt in Schlesien      | Kożuchów          | Freystadt              | 9.337            |
| Glatz                       | Kłodzko           | Glootz                 | 16.000           |
| Glogau                      | Głogów            | Glauge                 | 69.127           |
| Goldberg in Schlesien       | Złotoryja         | Gulprich               | 16.447           |
| Greiffenberg                | Gryfów Śląski     | Greiffenberg           | 6.509            |
| Grünberg in Schlesien       | Zielona Góra      | Grienberg              | 119.182          |
| Guhrau                      | Góra              | Guhre                  | 12.509           |
| Haynau                      | Chojnów           | Haynau                 | 13.236           |
| Hirschberg im Riesengebirge | Jelenia Góra      | Herschbrig/Herschbrich | 83.097           |
| Jauer                       | Jawor             | Jauer                  | 24.150           |
| Landeshut in Schlesien      | Kamienna Góra     | Landshut               | 20.448           |
| Lauban                      | Lubań             | Laubn                  | 22.194           |
| Liegnitz                    | Legnica           | Liegnz                 | 102.708          |
| Lüben                       | Lubin             | Liebn                  | 74.886           |
| Löwenberg                   | Lwówek Śląski     | Lamrich                | 9.364            |
| Militsch                    | Milicz            | Militsch               | 11.931           |
| Münsterberg in Schlesien    | Ziębice           | Münsterberg            | 8.531            |
| Namslau                     | Namysłów          | Namslau                | 16.250           |
| Neumarkt in Schlesien       | Środa Śląska      | Neumorkt/Neumoarkt     | 9.239            |
| Neusalz an der Oder         | Nowa Sól          | Neusalz                | 38.191           |
| Oels                        | Oleśnica          | Oels                   | 37.237           |
| Ohlau                       | Oława             | Ohle                   | 32.022           |
| Primkenau                   | Przemków          | Primkenau              | 8.555            |
| Polkwitz                    | Polkowice         | Polkwitz               | 22.730           |
| Reichenbach im Eulengebirge | Dzierżoniów       | Reichenboch            | 34.704           |
| Sagan                       | Żagań             | Sagan                  | 26.188           |
| Schweidnitz                 | Świdnica          | Schweinz               | 60.023           |
| Schwiebus                   | Świebodzin        | Schwiebus              | 21.254           |
| Sprottau                    | Szprotawa         | Sprottau               | 21.164           |
| Steinau an der Oder         | Ścinawa           | Steinau                | 5.712            |
| Strehlen                    | Strzelin          | Strahla                | 12.589           |
| Striegau                    | Strzegom          | Striegau               | 16.106           |
| Trebnitz                    | Trzebnica         | Trepnitz               | 12.727           |
| Waldenburg                  | Wałbrzych         | Walmbrig/Walmbrich     | 101.082          |
| Wartha                      | Bardo             | Wartha                 | 2.562            |
| Wohlau                      | Wołów             | Wohle                  | 12.605           |
| Zobten am Berge             | Sobótka           | Zota                   | 7.027            |
| Züllichau                   | Sulechów          | Züllichau              | 17.069           |

## Wirtschaft und Infrastruktur
Die traditionelle Verkehrsachse Niederschlesiens ist die Oder sowie parallel zu ihr verlaufende Straßen. Viele Städte sind historisch an Stellen entstanden, an denen die Oder überquert werden konnte. Von Westen nach Osten verlief außerdem die Via Regia. In Nord-Süd-Richtung wird das Gebiet von der alten Bernsteinstraße durchquert. 1846 wurde die Niederschlesisch-Märkische Eisenbahn erbaut, die Berlin mit Breslau verband. Im Jahr 1847 wurde Görlitz aus Richtung Osten von Breslau-Kohlfurt her erreicht, wodurch eine durchgehende Verbindung von Breslau nach Dresden entstand. Die gebirgigen Regionen in Südschlesien wurden durch die Schlesische Gebirgsbahn erschlossen, im Norden wurden durch die Breslau-Schweidnitz-Freiburger Eisenbahn-Gesellschaft bedeutende Verbindungen geschaffen. Nach dem Zweiten Weltkrieg gewannen die Verbindungen ins polnische Kernland wie beispielsweise über Łódź oder alternativ über Posen nach Warschau sowie die Verbindung Breslau-Stettin an Bedeutung. Daneben bestehen Autobahnen und Schnellstraßen wie die A4, A8 und A18. In Zielona Góra-Babimost (Grünberg-Bomst) und Breslau bestehen Flughäfen. In Breslau entstand ein neuer internationaler Terminal des Nikolaus-Kopernikus-Flughafens, der 2012 in Betrieb genommen wurde. 